# On the Impossible Past
On the Impossible Past is het derde studioalbum van de Amerikaanse punkband The Menzingers. Het album werd uitgegeven op 21 februari 2012 via het platenlabel Epitaph Records op cd, lp en cassette. De lp-versie van het album werd op 30 juni 2017 door hetzelfde label heruitgegeven. On the Impossible Past werd goed ontvangen door recensenten.
Wie vóór de uitgave van het album al een bestelling voor het album had geplaatst, kreeg de cassette-ep On the Possible Past gratis met het album. On the Possible Past is een demoalbum dat akoestische versies van acht nummers van On the Impossible Past bevat. De vinyl-versie van het album werd hetzelfde jaar via Epitaph Records uitgegeven.

## Nummers
| On the Impossible Past 1. "Good Things" - 2:23 2. "Burn After Writing" - 3:03 3. "The Obituaries" - 3:17 4. "Gates" - 4:04 5. "Ava House" - 3:41 6. "Sun Hotel" - 3:51 7. "Sculptors and Vandals" - 2:10 8. "Mexican Guitars" - 3:08 9. "On the Impossible Past" - 1:33 10. "Nice Things" - 3:28 11. "Casey" - 3:42 12. "I Can't Seem to Tell" - 3:05 13. "Freedom Bridge" - 4:12 | On the Possible Past 1. "Good Things" - 2:18 2. "Burn" - 2:15 3. "Ava" - 2:46 4. "Sun Hotel" - 3:51 5. "Sculptors and Vandals" - 2:22 6. "Casey" - 3:18 7. "I Can't Seem to Tell" - 2:33 8. "Freedom Bridge" - 2:38 |

## Band
- Tom May - gitaar, zang
- Joe Godino - drums
- Greg Barnett - gitaar, zang
- Eric Keen - basgitaar